# فانيليا

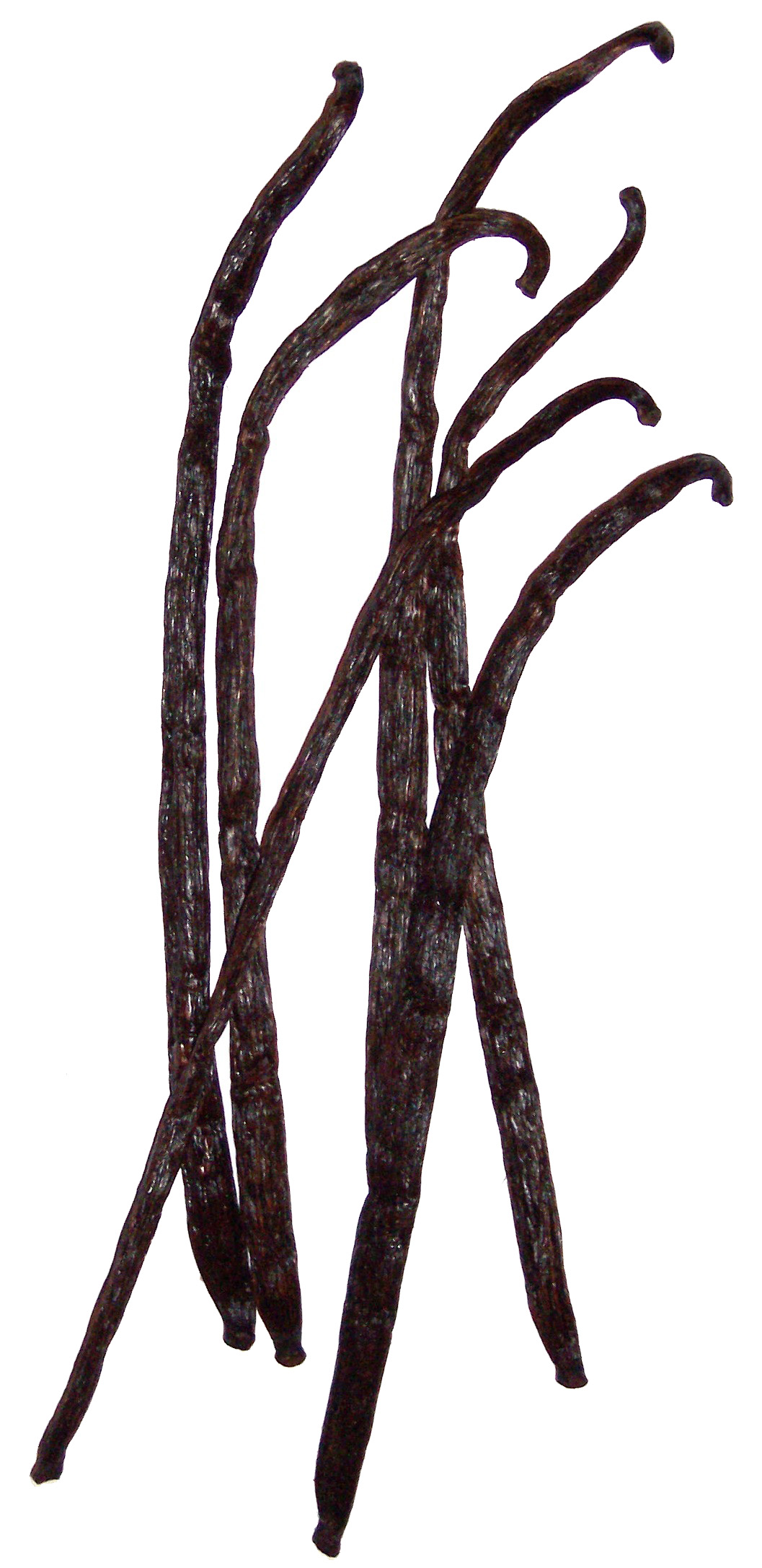
قرون الونيلية

الوَنِيْلِيّة أو الوَنِيلِيَة أو الوَنيلة أو الفنيلية أو الفانيلا أو الفانيليا هي ثمرة نبتة الفنيلية وهي قرن طويل جداً يصبح أسوداً وعطرياً عندما يجف، وتصنع منها الحلويات وله رائحة زكية، وتعد أندونيسيا صاحبة أعلى إنتاج للفنيلية حول العالم.
إن المحتوى الغالب في مستخلص الونيلية هو الونيلين، والونيلين الصناعي يستخدم في أغلب المأكولات والمشروبات والأدوية مذاقًا بديلاً عن الونيلين المستخلص من نبتة الونيلية. وفي أمريكا تسمى الونيلية الصناعية (غير النباتية) المأخوذة من ال(Castor Sacs) للقنادس (محلي طبيعي) وتستخدم لإعطاء مذاق الونيلية أو العليق، وكذلك تستخدم لإضفاء المذاق على السجائر وتستخدم في صناعة العطور.

## المعلومات الغذائية عن خلاصة الفنيلية
يحتوي كل 100غ من خلاصة الفنيلية، بحسب وزارة الزراعة الأميركية على المعلومات الغذائية التالية :
- السعرات الحرارية: 288
- الدهون: 0.06
- الكاربوهيدرات: 12.65
- الألياف: 0
- البروتينات: 0.06
- الكولسترول: 0

## التاريخ
وفقًا للاعتقاد الشائع، كان شعب توتوناك، الذين يعيشون على الساحل الشرقي للمكسيك في ولاية فيراكروز الحالية، من بين أول الناس الذين زرعوا الفنيلية، خلال عصر إمبراطورية الأزتك (حوالي القرن الخامس عشر ).  غزا الأزتيك من المرتفعات الوسطى للمكسيك توتوناك، وطوروا طعم قرون الفنيلية. أطلقوا على الفاكهة اسم تليلكسوشيتل، أو «الزهرة السوداء»، على اسم الفاكهة الناضجة، والتي تذبل وتتحول إلى اللون الأسود بعد وقت قصير من قطفها. يعود الفضل إلى الفاتح الإسباني هيرنان كورتيس في إدخال الفنيلية والشوكولاتة إلى أوروبا في عشرينيات القرن الخامس عشر.
حتى منتصف القرن التاسع عشر، كانت المكسيك المنتج الرئيسي للفنيلية.  في عام 1819، وأصحاب المشاريع الفرنسية شحنها الفواكه الفنيلية إلى جزر ريونيون و موريشيوس وتأمل في إنتاج الفنيلية هناك. بعد عام 1841، عندما اكتشف إدموند ألبيوس كيفية تلقيح الأزهار يدويًا بسرعة، بدأت القرون في الازدهار. وسرعان ما بعث بساتين الفاكهة الاستوائية من ريونيون إلى جزر القمر، سيشيل، ومدغشقر، جنبا إلى جنب مع تعليمات لتلقيح لهم.بحلول عام 1898، أنتجت مدغشقر وريونيون وجزر القمر 200 طن متري من حبوب الفنيلية، أي حوالي 80 ٪ من الإنتاج العالمي في ذلك العام. وفقًا لبيانات منظمة الأمم المتحدة للأغذية والزراعة لعام 2019، كانت مدغشقر، تليها إندونيسيا، أكبر منتجي الفنيلية في عام 2018.

### زراعة الفنيلية
بعد أن دمر إعصار استوائي أراضي المحاصيل الرئيسية، ارتفع سعر الفنيلية في السوق بشكل حاد في أواخر السبعينيات وظل مرتفعاً خلال أوائل الثمانينيات على الرغم من إدخال الفنيلية الإندونيسية. في منتصف الثمانينيات، تفكك الكارتل الذي كان يتحكم في أسعار الفنيلية وتوزيعه منذ إنشائه في عام 1930.  انخفضت الأسعار بنسبة 70٪ خلال السنوات القليلة التالية، لتصل إلى ما يقرب من 20 دولارًا أمريكيًا للكيلوغرام الواحد. ارتفعت الأسعار بشكل حاد مرة أخرى بعد أن ضرب الإعصار المداري هودة مدغشقر في أبريل 2000.  أدى الإعصار وعدم الاستقرار السياسي وسوء الأحوال الجوية في السنة الثالثة إلى دفع أسعار الفنيلية إلى 500 دولار أمريكي للكيلوغرام في عام 2004، مما أدى إلى دخول بلدان جديدة في صناعة الفنيلية. أدى المحصول الجيد، إلى جانب انخفاض الطلب الناجم عن إنتاج الفنيلية المقلدة، إلى انخفاض سعر السوق إلى نطاق 40 دولارًا / كجم في منتصف عام 2005. وبحلول عام 2010، انخفضت الأسعار إلى 20 دولارًا / كجم. تسبب إعصار إيناو في ارتفاع مماثل إلى 500 دولار / كجم في عام 2017.
والمذاق تقدر ب 95٪ من منتجات «الفنيلية» بشكل مصطنع مع فنيلية المستمدة من اللجنين بدلا من الفواكه الفنيلية.

## علم أصول الكلمات
لم تكن الفانيلا معروفة تمامًا في العالم القديم قبل وصول كورتيس إلى المكسيك. أعطى المستكشفون الإسبان الذين وصلوا إلى ساحل خليج المكسيك في أوائل القرن السادس عشر اسم الفنيلية الحالي. جلب البحارة والمستكشفون البرتغاليون الفنيلية إلى إفريقيا وآسيا في وقت لاحق من ذلك القرن. أطلقوا عليه اسم فاينيلا أو «الكبسولة الصغيرة».  دخلت كلمة فانيلا إلى اللغة الإنجليزية عام 1754، عندما كتب عالم النبات فيليب ميلر عن الجنس في قاموس البستاني الخاص به.  فانيلا مشتق من فاينا، من اللغة اللاتينية (الغمد) لوصف شكل القرون.

## مادة الاحياء

### أوركيد الفنيلية
الأنواع الرئيسية التي يتم حصادها للفنيلية هي في. بلانيفوليا. على الرغم من أنها موطنها الأصلي المكسيك، إلا أنها تزرع الآن على نطاق واسع في جميع أنحاء المناطق الاستوائية. إندونيسيا ومدغشقر هما أكبر منتجي العالم.تشمل المصادر الإضافية V. بومبونا و V. تاهيتيانسيس (نمت في نيو وتاهيتي )، على الرغم من أن محتوى الفانيلين في هذه الأنواع أقل بكثير من في.بلانيفوليا.
تنمو الفنيلية ككرمة، تتسلق شجرة موجودة (تسمى أيضًا المعلم)، أو عمودًا، أو أي دعم آخر. يمكن زراعته في خشب (على الأشجار)، في مزرعة (على الأشجار أو الأعمدة)، أو في «تظليل»، في زيادة أوامر الإنتاجية. يشار بيئة نموها لليصل إلى تيروار، ولا يشمل فقط النباتات المجاورة، ولكن أيضا المناخ والجغرافيا، والجيولوجيا المحلية. إذا تُرك بمفرده، فسوف ينمو بأعلى مستوى ممكن على الدعم، مع القليل من الزهور. في كل عام، يقوم المزارعون بطي الأجزاء العليا من النبات إلى أسفل بحيث يظل النبات على ارتفاعات يمكن الوصول إليها بواسطة إنسان واقف. هذا أيضا يحفز الإزهار بشكل كبير.
توجد المركبات ذات المذاق المميزة في الفاكهة، والتي تنتج من تلقيح الزهرة. يبلغ حجم حبات البذور هذه حوالي ثلث بوصة (8 مم) في ست بوصات (15 سم)، وتتحول من الأحمر إلى الأسود عند النضج. يوجد داخل هذه القرون سائل زيتي مليء بالبذور الصغيرة.  زهرة واحدة تنتج ثمرة واحدة. أزهار في. بلانيفوليا هي خنثى : فهي تحمل أعضاء من الذكور ( الأنثر ) والأنثى ( بيستيل ). ومع ذلك، يتم حظر التلقيح الذاتي بواسطة غشاء يفصل بين تلك الأعضاء. الزهور يمكن التلقيح بشكل طبيعي عن طريق النحل من جنس ميليبونا ( ابيجا دي مونتي أو نحلة الجبل)، عن طريق النحل جنس يولايما، أو العصفور الطنان. قدم نحل ميليبونا للمكسيك ميزة لمدة 300 عام على إنتاج الفنيلية منذ وقت اكتشاف الأوروبيين لها. كانت أول زهرة أوركيد من الفنيلية تزهر في أوروبا في مجموعة لندن للأونورابل تشارلز جريفيل في عام 1806. ذهبت قصاصات هذا النبات إلى هولندا وباريس، حيث قام الفرنسيون بزرع الكروم لأول مرة في مستعمراتهم الخارجية. نمت الكروم، لكنها لن تثمر خارج المكسيك. حاول المزارعون جلب هذه النحلة إلى أماكن أخرى للنمو دون جدوى. الطريقة الوحيدة لإنتاج الفاكهة بدون النحل هي التلقيح الاصطناعي. اليوم، حتى في المكسيك، يتم استخدام التلقيح اليدوي على نطاق واسع.
في عام 1836، كان عالم النبات تشارلز فرانسوا أنطوان مورين يشرب القهوة في فناء في بابانتلا (في فيراكروز، المكسيك) ولاحظ النحل الأسود يطير حول زهور الفنيلية بجوار طاولته. لقد راقب أفعالهم عن كثب حيث كانوا يهبطون ويشقون طريقهم تحت رفرف داخل الزهرة، وينقلون حبوب اللقاح في هذه العملية. في غضون ساعات، أغلقت الأزهار وبعد عدة أيام، لاحظ مورين أن قرون الفنيلية بدأت في التكون. بدأ Morren على الفور في تجربة التلقيح اليدوي.  ثبت أن الطريقة غير قابلة للتطبيق ماليًا ولم يتم نشرها تجاريًا.  بعد سنوات قليلة في عام 1841، تم تطوير طريقة بسيطة وفعالة للتلقيح اليدوي الاصطناعي من قبل عبد يبلغ من العمر 12 عامًا يُدعى إدموند ألبيوس في ريونيون، وهي طريقة لا تزال مستخدمة حتى اليوم.  باستخدام قطعة شظية مشطوفة من الخيزران،  يرفع عامل زراعي الغشاء الذي يفصل العضو الآخر والوصمة، ثم باستخدام الإبهام، ينقل حبوب اللقاح من العضو الآخر إلى وصمة العار. ستنتج الزهرة، التي يتم تلقيحها ذاتيًا، ثمارًا. تدوم زهرة الفنيلية حوالي يوم واحد، وأحيانًا أقل، لذلك يتعين على المزارعين فحص مزارعهم كل يوم بحثًا عن الزهور المفتوحة، وهي مهمة تتطلب عمالة مكثفة.
الفاكهة، وكبسولات البذور، إذا ما تركت على النبات، ينضج ويفتح في النهاية؛ عندما تجف، تتبلور المركبات الفينولية، مما يعطي الثمار مظهرًا مرصعًا بالماس، وهو ما يسميه الفرنسيون جيفر ( الصقيع ).ثم يطلق رائحة الفنيلية المميزة. تحتوي الفاكهة على بذور سوداء صغيرة. في الأطباق المحضرة بالفنيلية الطبيعية الكاملة، يمكن التعرف على هذه البذور على أنها بقع سوداء. يتم استخدام كل من القرنة والبذور في الطهي.
مثل بذور الأوركيد الأخرى، لن تنبت بذور الفنيلية دون وجود بعض فطريات الفونجي. بدلاً من ذلك، يقوم المزارعون بإعادة إنتاج النبات عن طريق القطع : يزيلون أجزاء من الكرمة بستة أو أكثر من العقد الورقية، أي جذر مقابل كل ورقة. تتم إزالة الورقتين السفليتين، ويتم دفن هذه المنطقة في تربة رخوة عند قاعدة الدعامة. تتشبث الجذور العلوية المتبقية بالدعم، وغالبًا ما تنمو إلى أسفل في التربة. النمو سريع في ظل ظروف جيدة.

### أصناف
- بوربون الفنيلية أو الفنيلية بوربون-مدغشقر، التي تنتج من الفنيلية منبسطة الورق النباتات قدم من الأمريكتين، هو من المحيط الهندي الجزر مثل مدغشقر، و جزر القمر، وريونيون، واسمه سابقا إيل بوربون. كما أنها تستخدم لوصف مذاق الفنيلية المميزة المشتقة منها التي نمت بنجاح في البلدان الاستوائية مثل الهند. ومع ذلك، لا يوجد ويسكي بوربون في مستخلص الفنيلية بوربون، على الرغم من الارتباك الشائع حول هذا الأمر.
- الفنيلية المكسيكية مصنوعة من الأصلي في. الفنيلية منبسطة الورق وينتج في كثير كمية أقل وتسويقها كما الفنيلية من أرض مصدره.
- الفنيلية التهيتية من بولينيزيا الفرنسية، مصنوعة من في. تاهيتينسيس. يُظهر التحليل الجيني أن هذا النوع ربما يكون صنفًا من هجين من في الفنيلية منبسطة الورق والفنيلية العطرة. أُدخِل هذا النوع من قبل الأدميرال الفرنسي فرانسوا ألفونس هاملين إلى بولينيزيا الفرنسية من الفلبين، حيث تم إدخاله من غواتيمالا عن طريق تجارة مانيلا جاليون.  ويشكل أقل من واحد في المائة من إنتاج الفنيلية ولا يزرع إلا من قبل حفنة من المزارعين والمُعدين المهرة.
- جزر الهند الغربية الفنيلية مصنوع من في.بومبونا التي تزرع في منطقة البحر الكاريبي وأميركا الوسطى وأمريكا الجنوبية.

غالبًا ما يستخدم مصطلح الفنيلية الفرنسية لتعيين مستحضرات معينة برائحة الفنيلية القوية، والتي تحتوي على حبوب الفنيلية وأحيانًا تحتوي أيضًا على البيض (خاصة صفار البيض). يعود أصل التسمية إلى الأسلوب الفرنسي في صنع آيس كريم الفنيلية مع قاعدة كاسترد، باستخدام قرون الفنيلية والكريمة وصفار البيض. قد يكون تضمين أصناف الفنيلية من أي من التبعيات الفرنسية السابقة أو فرنسا الخارجية جزءًا من المذاق. بدلاً من ذلك، يتم استخدام الفنيلية الفرنسية للإشارة إلى مذاق الفنيلية والكاسترد.

### كيمياء
جوهر الفنيلية يحدث في شكلين:
- مستخلص سيكبوت الحقيقي هو خليط معقد من عدة مئات من المركبات المختلفة، بما في ذلك فنيلية، الأسيتالديهيد، حمض الأستيك، فورفورال، حمض هيكسانواك، 4 هيدروكسي بينزال ديهايدي، الأوجينول، ميتل السيناميت، وحمض إزوبوتيرك.  يتكون الجوهر الصناعي من محلول من الفانيلين الصناعي في الإيثانول.
- مركب الفانيلين الكيميائي (4-هيدروكسي-3-ميثوكسي بنزالديهايد) هو مساهم رئيسي في المذاق المميز ورائحة الفنيلية الحقيقية وهو مكون المذاق الرئيسي لحبوب الفنيلية المعالجة.  تم عزل الفانيلين لأول مرة من قرون الفنيلية بواسطة جوبلاي في عام 1858.  بحلول عام 1874، تم الحصول عليه من جليكوسيدات عصارة أشجار الصنوبر، مما تسبب مؤقتًا في حدوث كساد في صناعة الفنيلية الطبيعية. يمكن تصنيع الفانيلين بسهولة من مواد خام مختلفة، ولكن غالبية الفانيلين من الدرجة الغذائية (نقي بنسبة 99٪) مصنوع من الجاياكول.

## زراعة
بشكل عام، لا تأتي جودة الفنيلية إلا من الكروم الجيدة ومن خلال طرق الإنتاج الدقيقة. يمكن إجراء إنتاج الفنيلية التجاري في إطار عمليات الحقول المفتوحة وعمليات «الصوب الزراعية». يشترك نظاما الإنتاج في أوجه التشابه هذه:
- ارتفاع النبات وعدد السنوات قبل إنتاج الحبوب الأولى
- ضرورات الظل
- كمية المادة العضوية المطلوبة
- شجرة أو إطار ينمو حوله (الخيزران أو جوز الهند أو ايريترنا لانسيولاتا )
- كثافة اليد العاملة (أنشطة التلقيح والحصاد)

تنمو الفنيلية بشكل أفضل في المناخ الحار والرطب من مستوى سطح البحر إلى ارتفاع 1500 متر. المناخ المثالي بهطول أمطار معتدل، 1500-3000 ملم، موزعة بالتساوي خلال 10 أشهر في السنة. درجات الحرارة المثلى للزراعة هي 15-30 درجة مئوية (59-86 درجة فهرنهايت) خلال النهار و 15-20 درجة مئوية (59-68 درجة فهرنهايت) أثناء الليل. تبلغ الرطوبة المثالية حوالي 80٪، وفي ظل ظروف الاحتباس الحراري العادية، يمكن تحقيقها بواسطة المبرد التبخيري. ومع ذلك، نظرًا لأن الفنيلية الدفيئة تُزرع بالقرب من خط الاستواء وتحت شبكة البوليمر (HDPE) (تظليل بنسبة 50 ٪)، يمكن تحقيق هذه الرطوبة من خلال البيئة. تتم زراعة الفنيلية الأكثر نجاحًا ومعالجتها في المنطقة في حدود 10 إلى 20 درجة من خط الاستواء.
يجب أن تكون تربة زراعة الفنيلية فضفاضة، وتحتوي على نسبة عالية من المواد العضوية ونسيج طيني. يجب أن يتم تصريفها جيدًا، ويساعد الانحدار الطفيف في هذه الحالة. لم يتم توثيق الأس الهيدروجيني للتربة جيدًا، لكن بعض الباحثين أشاروا إلى درجة حموضة التربة المثلى حول 5.3.  يعتبر الفرش مهمًا جدًا للنمو السليم للكرمة، ويجب وضع جزء كبير من الفرش في قاعدة الكرمة.  يختلف التسميد باختلاف ظروف التربة، ولكن التوصيات العامة هي: 40 إلى 60 جم من النيتروجين، 20 إلى 30 جم من الفوسفور 2 O 5 و 60 إلى 100 جم من البوتاسيوم 2 O يجب أن تطبق على كل نبات سنويًا بالإضافة إلى الأسمدة العضوية، مثل السماد الدودي، وكعك الزيت، وروث الدواجن، ورماد الخشب. تعتبر التطبيقات الورقية مفيدة أيضًا للفنيلية، ويمكن رش محلول 1٪ أن بي كا (17:17:17) على النبات مرة واحدة شهريًا. تتطلب الفنيلية مادة عضوية، لذا فإن ثلاثة أو أربعة استخدامات للنشارة في السنة كافية للنبات.

### الإكثار والتحضير ونوع المخزون
يمكن أن يتحقق انتشار الفنيلية إما عن طريق قطع الساق أو عن طريق زراعة الأنسجة. لقطع الساق، يجب إنشاء حديقة ذرية. يجب أن تنمو جميع النباتات تحت ظل 50٪، وكذلك باقي المحصول. يوفر تغطية الخنادق بقشر جوز الهند والري الدقيق مناخًا محليًا مثاليًا للنمو الخضري.  قصاصات بين 60 و 120 سم (24 و 47 بوصة) للزراعة في الحقل أو الصوبة الزجاجية. يجب تجذير القطع التي يقل طولها عن 60 إلى 120 سم (24 إلى 47 بوصة) وتربيتها في مشتل منفصل قبل الزراعة. يجب أن تأتي مواد الزراعة دائمًا من أجزاء غير مزهرة من الكرمة. يوفر ذبول القصاصات قبل الزراعة ظروفًا أفضل لبدء الجذور وتثبيتها.
قبل زراعة القصاصات، يجب غرس الأشجار لدعم الكرمة لمدة ثلاثة أشهر على الأقل قبل بذر القصاصات. يتم حفر حفر 30 × 30 × 30 سم بعيدًا عن الشجرة بمسافة 30 سم (12 بوصة) وتمتلئ بسماد ساحة المزرعة (السماد الدودي) والرمل والتربة العلوية مختلطة جيدًا. يمكن زراعة 2000 عقل في المتوسط لكل هكتار (2.5 فدان). أحد الاعتبارات المهمة هو أنه عند زراعة قصاصات من القاعدة، يجب تقليم أربعة أوراق ويجب الضغط على النقطة القاعدية المقطوعة في التربة بطريقة تجعل العقد على اتصال وثيق مع التربة، وتوضع على عمق من 15 إلى 20 سم (5.9 إلى 7.9 بوصة).  الجزء العلوي من القطع مرتبط بالشجرة باستخدام ألياف طبيعية مثل الموز أو القنب.

### زراعة الأنسجة
تم استخدام زراعة الأنسجة لأول مرة كوسيلة لإنشاء نباتات الفنيلية خلال الثمانينيات في جامعة تاميل نادو. كان هذا جزءًا من المشروع الأول لتنمية في.بلانيفوليا في الهند. في ذلك الوقت، كان هناك نقص في مخزون زراعة الفنيلية في الهند. النهج مستوحى من العمل الجاري في زراعة الأنسجة للنباتات المزهرة الأخرى. تم اقتراح عدة طرق لزراعة أنسجة الفنيلية، لكن جميعها تبدأ من البراعم الإبطية لكرمة الفنيلية.  تم أيضًا تحقيق عملية التكاثر في المختبر من خلال زراعة كتل الكالس والبذور الأولية ونصائح الجذر والعقد الجذعية.  يمكن الحصول على وصف لأي من هذه العمليات من المراجع المذكورة سابقًا، ولكن جميعها ناجحة في إنتاج نباتات الفنيلية الجديدة التي تحتاج أولاً إلى النمو حتى ارتفاع لا يقل عن 30 سم (12 بوصة) من قبل يمكن زراعتها في الحقل أو الدفيئة.

### اعتبارات الجدولة
في المناطق الاستوائية ،مثل الكونغو، الوقت المثالي لزراعة الفنيلية هو من سبتمبر إلى نوفمبر، عندما لا يكون الطقس ممطرًا جدًا ولا جافًا جدًا، ولكن هذه التوصية تختلف باختلاف ظروف النمو. تستغرق عملية القطع من أسبوع إلى ثمانية أسابيع لتأسيس الجذور، وتظهر علامات النمو الأولية من أحد محاور الأوراق. يجب توفير نشارة سميكة من الأوراق مباشرة بعد الزراعة كمصدر إضافي للمواد العضوية. يتطلب نمو العقل ثلاث سنوات بما يكفي لإنتاج الأزهار والقرون اللاحقة. كما هو الحال مع معظم بساتين الفاكهة، تنمو الأزهار على طول السيقان المتفرعة من الكرمة الرئيسية. تنمو البراعم على طول السيقان من 6 إلى 10 بوصات (15 إلى 25 سم)، وتزهر وتنضج بالتسلسل، كل منها على فترة زمنية مختلفة.

### التلقيح
عادة ما يحدث الإزهار كل ربيع، وبدون تلقيح، تذبل الأزهار وتتساقط، ولا يمكن أن تنمو حبة الفنيلية. يجب تلقيح كل زهرة يدويًا خلال 12 ساعة من الفتح. في البرية، يوجد عدد قليل جدًا من الملقحات الطبيعية، ويُعتقد أن معظم التلقيح يتم بواسطة يوجلوسا فيريديسيما الأخضر اللامع، وبعض يولايما أس بي بي. وأنواع أخرى من نحل الأوجلوسين أو نحل الأوركيد، يوجلوسيني، على الرغم من عدم وجود أدلة مباشرة. من المعروف أن أنواع الفنيلية وثيقة الصلة يتم تلقيحها بواسطة نحل الأوجلوسين. يُعتقد أن التلقيح المقترح سابقًا عن طريق نحل لاذع من جنس ميليبونا غير محتمل، لأنها صغيرة جدًا بحيث لا تكون فعالة ولم يتم ملاحظتها مطلقًا وهي تحمل حبوب لقاح الفنيلية أو تلقيح بساتين الفاكهة الأخرى، على الرغم من أنها تزور الأزهار.  لا توجد هذه الملقحات خارج نطاق موطن السحلبية، وحتى ضمن هذا النطاق، فإن فرصة تلقيح أزهار الفنيلية لا تزيد عن 1٪. نتيجة لذلك، يتم تلقيح كل الفنيلية التي تزرع اليوم يدويًا. يتم استخدام شظية صغيرة من الخشب أو جذع العشب لرفع اللوح الخشبي أو تحريك اللوح لأعلى، بحيث يمكن الضغط على العضو المتدلي ضد وصمة العار والتلقيح الذاتي للكرمة. بشكل عام، تُفتح زهرة واحدة من كل شميد يوميًا، لذلك قد تظل زهرة الشمعدان في الزهرة لأكثر من 20 يومًا. يجب أن تنتج الكرمة السليمة حوالي 50 إلى 100 حبة في السنة، لكن يحرص المزارعون على تلقيح خمسة أو ستة أزهار فقط من العشرين في كل عنصر. يجب تلقيح الأزهار الأولى التي تفتح لكل كرمة، لذا فإن الفاصوليا متشابهة في العمر. هذه الممارسات الزراعية تسهل الحصاد وتزيد من جودة الفول. تتطلب الثمار من خمسة إلى ستة أسابيع لتنمو، ولكن حوالي ستة أشهر لتنضج. يؤدي التلقيح المفرط إلى أمراض ونوعية حبوب منخفضة.  تظل الكرمة منتجة بين 12 و 14 عامًا.

### إدارة الآفات والأمراض
الفنيلية عرضة للعديد من الأمراض الفطرية والفيروسية. تتسبب أنواع فوساريوم وسكيليروتيوم وفيتوفتورا وكولتروتريشيوم في تعفن الجذر والساق والأوراق والفول وقمة إطلاق النار. يُفضل تطور معظم الأمراض بسبب ظروف النمو غير المناسبة مثل الإفراط في الري، وعدم كفاية الصرف الصحي، والنشارة الثقيلة، والتلقيح الزائد، والكثير من الظل. يمكن السيطرة على الأمراض الفطرية عن طريق رش خليط بوردو (1٪)، الكاربيندازيم (0.2٪) وأوكسي كلوريد النحاس (0.2٪).
يمكن إدارة المكافحة البيولوجية لانتشار مثل هذه الأمراض عن طريق تطبيق تريشوديرما على التربة (0.5 كجم (1.1 رطل) لكل نبات في منطقة الجذور ) والاستخدام الورقي للبكتيريا الزائفة (0.2٪).فيروس الفسيفساء، تجعيد الأوراق، وفيروس موزاييك سيمبيديوم من الأمراض الفيروسية الشائعة. تنتقل هذه الأمراض من خلال النسغ، لذلك يجب تدمير النباتات المصابة. تشمل الآفات الحشرية للفنيلية الخنافس والسوس التي تهاجم الزهرة واليرقات والثعابين والرخويات التي تلحق الضرر بالأجزاء الرقيقة من النبتة وبراعم الزهور والفاكهة غير الناضجة والجنادب التي تؤثر على أطراف إطلاق النار.  حالة ممارسة الزراعة العضوية، يتم تجنب المبيدات الحشرية، ويتم اعتماد تدابير ميكانيكية لإدارة الآفات.  يتم تنفيذ معظم هذه الممارسات في ظل زراعة الدفيئة، حيث يصعب تحقيق مثل هذه الظروف الميدانية.

### الفنيلية الاصطناعية
تحتوي معظم منتجات الفنيلية الاصطناعية على الفانيلين، والذي يمكن إنتاجه صناعياً من اللجنين، وهو بوليمر طبيعي موجود في الخشب. معظم الفانيلين الاصطناعي هو منتج ثانوي من اللب المستخدم في صناعة الورق، حيث يتم تكسير اللجنين باستخدام الكبريتات أو الكبريتات. ومع ذلك، فإن الفانيلين هو واحد فقط من 171 مكونًا عطريًا محددًا لفواكه الفنيلية الحقيقية.
تستخدم أنواع الأوركيد ليبتوت بيكولور كبديل طبيعي للفنيلية في باراغواي وجنوب البرازيل.
في عام 1996 حذرت إدارة الغذاء والدواء الأمريكية من أن بعض منتجات الفنيلية التي تباع في المكسيك مصنوعة من حبوب التونكا الأرخص ثمناً والتي تحتوي بالإضافة إلى الفانيلين على مادة الكومارين السامة. نصحوا المستهلكين بالتحقق دائمًا من ملصق المكونات وتجنب المنتجات الرخيصة المشبوهة.

### مذاق الفنيلية غير النباتية
في الولايات المتحدة، تمت الموافقة على الكاستوريوم، الإفرازات من أكياس الخروع للقنادس الناضجة، من قبل إدارة الغذاء والدواء كمضافات غذائية،  غالبًا ما يشار إليها ببساطة على أنها «مذاق طبيعي» في قائمة مكونات المنتج. يتم استخدامه في كل من الأطعمة والمشروبات،  خاصةً بمذاق الفنيلية والتوت، بإجمالي إنتاج أمريكي سنوي يقل عن 300 رطل.  كما أنه يستخدم لتذوق بعض السجائر وفي صناعة العطور، ويستخدمه صائدو الفراء كطعم عطري.

### الحصاد
إن حصاد ثمار الفنيلية يتطلب عمالة كثيفة مثل تلقيح الأزهار. لا يتم حصاد القرون الخضراء الداكنة غير الناضجة. لا يعد اللون الأصفر الباهت الذي يبدأ في النهاية البعيدة للثمار مؤشرًا جيدًا على نضج القرون. تنضج كل فاكهة في وقتها الخاص، مما يتطلب حصادًا يوميًا. «الطرق الحالية لتحديد نضج حبوب الفنيلية ( فانيلا بلانيفوليا أنديوز) لا يمكن الاعتماد عليها. يحدث الاصفرار في نهاية الزهرة، المؤشر الحالي، قبل أن تتراكم الفاصوليا القصوى لتركيزات الجلوكوفانيلين. الفاصوليا المتبقية على الكرمة حتى تتحول إلى اللون البني تحتوي على تركيزات أعلى من الجلوكوفانيلين ولكن قد تنقسم وتكون ذات جودة منخفضة. يصعب الحكم على نضج الفاصوليا لأنها تصل إلى الحجم الكامل بعد وقت قصير من التلقيح. يتراكم الجلوكوفانيلين من 20 أسبوعًا، بحد أقصى 40 أسبوعًا بعد التلقيح. تحتوي الفاصوليا الخضراء الناضجة على 20٪ مادة جافة ولكن أقل من 2٪ جلوكوفانيلين.»  يرتبط تراكم المادة الجافة والجلوكوفانيلين ارتباطًا وثيقًا، ولضمان أفضل مذاق من كل فاكهة، يجب قطف كل حبة يدويًا بمجرد أن تبدأ في الانقسام من النهاية. من المرجح أن تنقسم الثمار المفرطة النضج، مما يؤدي إلى انخفاض القيمة السوقية. يتم تحديد قيمتها التجارية بناءً على طول ومظهر الكبسولة.
إذا كان طول الثمرة أكثر من 15 سم (5.9 بوصة)، يتم تصنيفها على أنها من النوع الأول. عادةً ما يتم حجز أكبر فواكه أكبر من 16 سم (6.3 بوصة) وحتى 21 سم (8.3 بوصة) لسوق الفنيلية الذواقة، لبيعها لكبار الطهاة والمطاعم. إذا كان طول الثمار يتراوح بين 10 و 15 سم، فإن القرون تندرج تحت فئة الجودة الثانية، والفواكه التي يقل طولها عن 10 سم (3.9 بوصة) تقع ضمن فئة الجودة الثالثة. تحتوي كل فاكهة على آلاف بذور الفنيلية السوداء الصغيرة. يعتمد محصول فاكهة الفنيلية على الرعاية والإدارة الممنوحة للكروم المعلقة والمثمرة. أي ممارسة موجهة لتحفيز إنتاج الجذور الهوائية لها تأثير مباشر على إنتاجية الكرمة. يمكن أن تنتج كرمة عمرها خمس سنوات ما بين 1.5 و 3 كجم (3.3 و 6.6 رطل) من القرون، ويمكن أن يزيد هذا الإنتاج حتى 6 كجم (13 رطلاً) بعد بضع سنوات. يمكن تسويق الفاكهة الخضراء المقطوعة على هذا النحو أو معالجتها للحصول على سعر سوق أفضل.

### العلاج
توجد عدة طرق في السوق لمعالجة الفنيلية ؛ ومع ذلك، فكلها تتكون من أربع خطوات أساسية: القتل، والتعرق، والتجفيف البطيء، وتكييف الحبوب.

#### القتل
يُقتل النسيج الخضري لقرون الفنيلية لإيقاف النمو الخضري للقرون وتعطيل خلايا وأنسجة الثمار، مما يؤدي إلى حدوث تفاعلات أنزيمية مسؤولة عن الرائحة. تختلف طريقة القتل، ولكن يمكن تحقيقها بالتسخين في الماء الساخن أو التجميد أو الخدش أو القتل بالتسخين في الفرن أو تعريض الفول لأشعة الشمس المباشرة. تعطي الطرق المختلفة ملامح مختلفة للنشاط الأنزيمي.
أظهرت الاختبارات أن الاضطراب الميكانيكي لأنسجة الفاكهة يمكن أن يتسبب في عمليات المعالجة،  بما في ذلك تنكس الجلوكوفانيلين إلى الفانيلين، لذلك يذهب المنطق إلى أن تعطيل أنسجة وخلايا الفاكهة يسمح للإنزيمات وركائز الإنزيم بالتفاعل.
قد يتكون القتل بالماء الساخن من غمس القرون في الماء الساخن (63-65 درجة مئوية (145-149 درجة فهرنهايت)) لمدة ثلاث دقائق، أو عند 80 درجة مئوية (176 درجة فهرنهايت) لمدة 10 ثوان. في عملية قتل الخدش، تُخدش الثمار بطولها.  يجب إذابة الثمار المجمدة أو المجمدة سريعًا مرة أخرى لمرحلة التعرق اللاحقة. مربوطة في حزم وملفوفة في بطانيات، ويمكن وضع الفاكهة في فرن عند 60 درجة مئوية (140 درجة فهرنهايت) لمدة 36 إلى 48 ساعة. تعريض الثمار لأشعة الشمس حتى تتحول إلى اللون البني، وهي طريقة نشأت في المكسيك، كان يمارسها الأزتيك.

#### التعرق
التعرق هو عملية هيدروليتيكية ومؤكسدة. تقليديا، تتكون من حفظ الفاكهة، لمدة 7 إلى 10 أيام، مكدسة بكثافة ومعزولة في الصوف أو غيره من القماش. هذا يحافظ على درجة حرارة 45-65 درجة مئوية (113-149 درجة فهرنهايت) ورطوبة عالية. يمكن أيضًا استخدام التعرض اليومي لأشعة الشمس، أو غمس الثمار في الماء الساخن. الثمار بنية اللون وقد اكتسبت الكثير من مذاق ورائحة الفنيلية المميزة بنهاية هذه العملية، لكنها لا تزال تحتفظ بنسبة 60-70٪ من محتوى الرطوبة حسب الوزن.

#### التجفيف
يتم تقليل نسبة الرطوبة إلى 25-30٪ بالوزن، لمنع التعفن ولإغلاق الرائحة في القرون، دائمًا عن طريق تعرض الفاصوليا للهواء، وعادة (وتقليديًا) بشكل متقطع من الظل وأشعة الشمس. يمكن وضع الثمار في الشمس أثناء الصباح وإعادتها إلى صناديقها في فترة بعد الظهر، أو نشرها على رف خشبي في غرفة لمدة ثلاثة إلى أربعة أسابيع، وأحيانًا مع فترات من التعرض للشمس. التجفيف هو الأكثر إشكالية في مراحل المعالجة ؛ يمكن أن يؤدي عدم التكافؤ في عملية التجفيف إلى فقدان محتوى الفانيلين في بعض الفواكه بحلول الوقت الذي يتم فيه علاج البعض الآخر.

#### التكييف
يتم التكييف عن طريق تخزين القرون لمدة خمسة إلى ستة أشهر في صناديق مغلقة، حيث يتطور العطر. يتم فرز الثمار المعالجة وتصنيفها وتغليفها ولفها في ورق البارافين وحفظها من أجل تطوير الصفات المرغوبة من الحبوب، وخاصة المذاق والرائحة. تحتوي ثمار الفنيلية المعالجة على 2.5٪ فانيلين في المتوسط.

### وضع العلامات
بمجرد الشفاء التام، يتم فرز ثمار الفنيلية حسب الجودة وتصنيفها. العديد من أنظمة تصنيف فاكهة الفنيلية قيد الاستخدام. لكل دولة تنتج الفنيلية نظام تصنيف خاص بها،  ويستخدم البائعون الأفراد بدورهم أحيانًا معاييرهم الخاصة لوصف جودة الفاكهة التي يعرضونها للبيع.  بشكل عام، تعتمد درجة فاكهة الفنيلية على الطول والمظهر (اللون واللمعان ووجود أي تشققات ووجود الشوائب) ومحتوى الرطوبة في الفاكهة.  القرون الكاملة، الداكنة، الممتلئة والدهنية التي تكون جذابة بصريًا، بدون عيوب، والتي تحتوي على محتوى رطوبة أعلى يتم تصنيفها بدرجة عالية.  هذه القرون بشكل خاص من قبل الطهاة لمظهرها ويمكن وضعها في أطباق الذواقة.  يتم تقطيع الفاصوليا التي تظهر عليها علامات موضعية للمرض أو عيوب جسدية أخرى لإزالة الشوائب. تسمى الأجزاء الأقصر المتبقية «القطع» ويتم تخصيص درجات أقل، مثل الفواكه ذات المحتوى الرطوبي المنخفض.  تميل الفاكهة ذات الدرجة المنخفضة إلى تفضيل الاستخدامات التي لا يكون فيها المظهر مهمًا، مثل إنتاج مستخلص مذاق الفنيلية وفي صناعة العطور.
تحصل الفاكهة عالية الجودة على أسعار أعلى في السوق.  ومع ذلك، نظرًا لأن الدرجة تعتمد بشدة على المظهر المرئي ومحتوى الرطوبة، فإن الفواكه ذات الدرجة الأعلى لا تحتوي بالضرورة على أعلى تركيز لجزيئات المذاق المميز مثل الفانيلين،  وليست بالضرورة الأكثر طعمًا.
| درجة                     | اللون                                                                                         | المظهر / الإحساس                                          | محتوى الرطوبة التقريبي * |
| ------------------------ | --------------------------------------------------------------------------------------------- | --------------------------------------------------------- | ------------------------ |
| أسود                     | بني غامق إلى أسود                                                                             | مرن مع بريق زيتي                                          | > 30٪                    |
| تي كي (بني أو شبه أسود)  | بني غامق إلى أسود في بعض الأحيان مع بضع خطوط حمراء                                            | مثل الأسود ولكن مجفف / أكثر صلابة                         | 25 - 30٪                 |
| ريد فوكس (جودة أوروبية)  | البني مع التلون المحمر                                                                        | عدد قليل من العيوب                                        | 25٪                      |
| الجودة الأمريكية الحمراء | البني مع التلون المحمر                                                                        | مشابه للأحمر الأوروبي ولكنه أكثر شوائب ومجفف / أكثر صلابة | 22-25٪                   |
| المقطعة                  | ثمار قصيرة ومقطعة ومقسمة في كثير من الأحيان، وعادة ما تكون ذات رائحة ولون دون المستوى المطلوب |                                                           |                          |

* يختلف محتوى الرطوبة بين المصادر المذكورة
تم اقتراح نظام تصنيف بديل مبسط لتصنيف ثمار الفنيلية المناسبة للاستخدام في الطهي:
| الصف أ / الصف الأول       | 15 سم وأكثر، 100-120 فاكهة لكل رطل | يُطلق عليه أيضًا "جورميه" أو "برايم". 30 - 35٪ محتوى رطوبة. |
| الدرجة ب / الدرجة الثانية | 10-15 سم، 140-160 فاكهة لكل رطل    | يسمى أيضا "استخراج الفاكهة". 15-25٪ محتوى رطوبة.          |
| الصف ج / الصف الثالث      | 10 سم                              |                                                           |

في ظل هذا المخطط، يُصنع مستخلص الفنيلية عادةً من ثمار الدرجة ب.

## الإنتاج
| بلد                 | الإنتاج (بالطن) |
| ------------------- | --------------- |
| مدغشقر              | 3,102           |
| إندونيسيا           | 2,259           |
| المكسيك             | 495             |
| بابوا غينيا الجديدة | 493             |
| الصين               | 459             |
| باقي البلدان        | 767             |
| الإنتاج العالمي     | 7575            |

إنتاج الونيلية في 2011

في عام 2018، بلغ الإنتاج العالمي من الفنيلية 7575 طنًا، بقيادة مدغشقر بنسبة 41.0٪ من الإجمالي، وإندونيسيا بنسبة 29.8٪ (الجدول). بسبب الجفاف، والأعاصير، والممارسات الزراعية الفقيرة في مدغشقر، هناك مخاوف بشأن المعروض العالمي وتكاليف الفنيلية في عام 2017 وعام 2018.  كثافة من أعمال إجرامية ضد المزارعين مدغشقر عالية، ورفع تكلفة على مستوى العالم استخدام فنيلية مدغشقر في المنتجات الاستهلاكية.

## الاستخدامات
المستحضرات التجارية الرئيسية الأربعة للفنيلية الطبيعية هي:
- جراب كامل
- مسحوق (قرون مطحونة، تبقى نقية أو مخلوطة بالسكر أو النشا أو مكونات أخرى)
- المستخلص (في محلول كحولي أو أحيانًا الجلسرين ؛ يحتوي كل من الفنيلية النقية والمقلدة على 35٪ كحول على الأقل)
- سكر الفنيلية، مزيج معبأ من السكر وخلاصة الفنيلية

يمكن الحصول على مذاق الفنيلية في الطعام عن طريق إضافة مستخلص الفنيلية أو بطهي قرون الفنيلية في التحضير السائل. يمكن الحصول على رائحة أقوى إذا تم تقسيم القرون إلى قسمين، مما يؤدي إلى تعريض مساحة أكبر من سطح الكبسولة للسائل. في هذه الحالة، يتم خلط بذور القرون في المستحضر. تعطي الفنيلية الطبيعية اللون البني أو الأصفر للمستحضرات، حسب التركيز. تتميز الفنيلية عالية الجودة بمذاق عطري قوي، لكن الطعام الذي يحتوي على كميات صغيرة من الفنيلية منخفضة الجودة أو نكهات تشبه الفنيلية الاصطناعية أكثر شيوعًا، لأن الفنيلية الحقيقية أغلى بكثير.
تعتبر الفنيلية من أكثر الروائح والنكهات شيوعًا في العالم،  تُستخدم على نطاق واسع كمركب رائحة ومذاق للأطعمة والمشروبات ومستحضرات التجميل، كما يتضح من شعبيتها كمذاق آيس كريم.  وعلى الرغم من وقصب السبق توابل وكيل من تلقاء نفسها، ويستخدم الفنيلية أيضا لتعزيز مذاق من المواد الأخرى، التي نكهته الخاصة في كثير من الأحيان التكميلية، مثل الشوكولاته، الكسترد، الكراميل، القهوة، وغيرها. الفنيلية هو عنصر مشترك في الحلوة الغربية السلع المخبوزة مثل الكعك والكيك.  الرغم من التكلفة، فإن الفنيلية ذات قيمة عالية لنكهتها.
تستخدم صناعة المواد الغذائية ميثيل وإيثيل فانيلين كبدائل أقل تكلفة للفنيلية الحقيقية. إيثيل فانيلين أغلى ثمناً، لكن له نوتة أقوى. أجرى المصور كوك عدة اختبارات تذوق بين الفنيلية والفانيلين في المخبوزات والتطبيقات الأخرى، وما أثار ذعر محرري المجلة أن المتذوقين لم يتمكنوا من التمييز بين مذاق الفانيلين والفنيلية ؛  ومع ذلك، في حالة آيس كريم الفنيلية، فازت الفنيلية الطبيعية.  أدى اختبار أحدث وشامل أجرته نفس المجموعة إلى مجموعة متنوعة أكثر إثارة للاهتمام من النتائج. أي أن مذاق الفنيلية الاصطناعية عالية الجودة هي الأفضل لملفات تعريف الارتباط، في حين أن الفنيلية الحقيقية عالية الجودة أفضل قليلاً للكيك وأفضل بشكل ملحوظ للأطعمة غير المسخنة أو المسخنة قليلاً.  كان يُعتقد أن السائل المستخرج من قرون الفنيلية له خصائص طبية، يساعد في علاج أمراض المعدة المختلفة.

### التهاب الجلد
يمكن أن تتسبب عصارة معظم أنواع سحلية الفنيلية التي تنضح من السيقان المقطوعة أو التي يتم حصادها في الإصابة بالتهاب الجلد المتوسط إلى الشديد إذا لامست الجلد العاري. تحتوي عصارة بساتين الفاكهة على بلورات أكسالات الكالسيوم، والتي يُعتقد أنها العامل المسبب الرئيسي لالتهاب الجلد التماسي في عمال مزارع الفنيلية.

## للمزيد أنظر
المعلومات الغذائية عن خلاصة الفنيلية